# Temucus
Temucus is een geslacht van hooiwagens uit de familie Gonyleptidae.
De wetenschappelijke naam Temucus is voor het eerst geldig gepubliceerd door Roewer in 1943. 

## Soorten
Temucus is monotypisch en omvat slechts de volgende soort:
- Temucus palpiconus